# Yves Pagès
Yves Pagès (Parigi, 24 settembre 1963) è uno scrittore francese.
È romanziere, saggista e editore.

## Biografia
Mentre lavorava alla sua tesi di dottorato su Louis-Ferdinand Céline (opera monografica più volte ristampata), Yves Pagès ha fatto il magazziniere, il libraio in nero e il bidello. Nel 1996 è stato borsista a Villa Medici, a Roma. Ora è il direttore editoriale della casa editrice letteraria parigina Verticales ; è anche drammaturgo teatrale e animatore militante del dibattito culturale d'Oltralpe. 
Dal 1990 a oggi ha pubblicato decine di opere di narrativa (tra le quali, in italiano, Piccole nature morte al lavoro e Ricordarmi di) e ha partecipato a numerosi progetti di scrittura collettiva. 

## Riconoscimenti
- Prix Wepler nel 2001 per Le Théoriste. [3]

## Opere
L'elenco riporta il titolo originale. A seguire, tra parentesi, l'edizione italiana, dove presente.

### Narrativa
- La Police des sentiments, Denoël, 1990
- Les Gauchers, Julliard, 1994
- Plutôt que rien, Julliard, 1995
- Prière d'exhumer, Verticales, 1997
- Petites Natures mortes au travail[4], Verticales, 2000; Folio Gallimard, 2007 (Piccole nature morte al lavoro, traduzione di Andrea Michler, Bollati Boringhieri, 2000)
- Le Théoriste, Verticales, 2001, prix Wepler
- Portraits crachés, Verticales, 2003, nuova edizione 2013
- Le Soi-disant, Verticales, 2008
- Souviens-moi, L'Olivier, 2014 (Ricordarmi di, traduzione di Massimiliano Manganelli ed Eusebio Trabucchi, L'orma editore, Roma 2015, ISBN 978-88-980-3852-7)
- Encore heureux, L'Olivier, 2018

### Saggistica
- L'Homme hérissé. Jean-Jacques Liabeuf tueur de flic, L'Insomniaque, 2002 ; Baleine noire, 2009
- Les Fictions du politique chez Louis-Ferdinand Céline (collana «Univers historique», Seuil, 1994; nuova edizione nella collana «Tel», Gallimard, 2010)